# Thomas Kilroy
Thomas Kilroy (* 23. September 1934 in Callan, County Kilkenny; † 7. Dezember 2023) war ein irischer Dramatiker und Schriftsteller.

## Leben
Nach dem Abschluss eines Universitätskurses am University College Dublin arbeitete Kilroy als Direktor am Abbey Theatre. Er war Mitbegründer der Theatergruppe Field Day. Später lehrte er Englisch als Professor an der National University of Ireland in Galway. Ab 1989 konzentrierte er sich hauptsächlich auf das Schreiben. Kilroy verfasste 16 Dramen und einen Roman. Er war Mitglied von Aosdána.
Seinen Durchbruch erlebte Kilroy mit dem Stück The Death and Resurrection of Mr Roche von 1968, das das erste irische Drama war, in dem eine homosexuelle Figur eine zentrale Rolle innehatte. Sein erfolgreicher historischer Roman The Big Chapel erhielt 1971 u. a. den Guardian Fiction Prize und erreichte im selben Jahr auch die Shortlist des Booker Prize for Fiction.
Auf Deutsch sind im Rowohlt Verlag zwei seiner Werke lediglich als Bühnenmanuskripte erschienen: Tod und Auferstehung des Herrn Roche in Dublin, in der Übersetzung durch Hilde Spiel, und Tee und Sex und Shakespeare in der Übersetzung von Hannes Trayser.
Kilroy wohnte zuletzt im County Mayo im Westen von Irland. Er starb im Dezember 2023 im Alter von 89 Jahren.